# Lillian Fuchs
Lillian Fuchs (New York, 18 novembre 1901 – Englewood, 5 ottobre 1995) è stata una violista e compositrice statunitense. È stata una delle più significative tra i violisti del Novecento e alla carriera di concertista solista e camerista ha affiancato una notevole carriera come didatta, sia di viola che di musica da camera.

## Biografia
Lillian Fuchs nasce in una famiglia di amanti della musica. Figlia di Kate e Phillip Fuchs, suo padre era violinista dilettante e autodidatta e ha avviato i figli allo studio musicale: suo fratello Joseph era infatti violinista e il fratello Harry violoncellista, entrambi ad alti livelli, e i due suoneranno con lei in diverse incisioni. Ha cominciato i suoi studi musicali al pianoforte, studiando poi violino dapprima con il padre e poi con Franz Kneisel, ex primo violino della  Boston Symphony Orchestra e primo violino del Quartetto Kneisel, presso l'Institute of Musical Art divenuto poi la Juilliard School, dove ha anche studiato composizione con Percy Goetschius e presso la quale ha ottenuto diversi riconoscimenti.
Ha debuttato al violino a New York nel 1926, passando presto però allo studio della viola, su consiglio di Kneisel, strumento che lei considerava troppo grande rispetto alla sua statura. Ha intrapreso una carriera di insegnante presso importanti istituti, tra i quali la Manhattan School of Music (1962-1991), l'Aspen Music Festival and School (1964-1990), la Juilliard School (1971-1993), della quale è stata membro emerito, e la Blue Hill Music School, fondata da lei insieme al fratello Joseph. Tra i suoi studenti vi sono stati Martha Strongin Katz, James Wendell Griffith, Geraldine Walther, Lawrence Dutton e Yizhak Schotten. È stata anche una rinomata insegnante di musica da camera, e tra i suoi allievi si annoverano Isaac Stern, Pinchas Zukerman (incoraggiato da lei a suonare la viola) e Dorothy DeLay.
Lillian Fuchs era apprezzata per la notevole abilità tecnica e il suo timbro molto caldo e ricco. Possedeva una viola Goffriller e una timbricamente più scura Gasparo da Salò, che suonava con facilità nonostante la sua ridotta statura. Suonava con un arco John Dodd e impiegava un la in budello, ritenendo oltraggioso usare corde di acciaio su strumenti antichi italiani.
Si è dedicata molto alla musica da camera, suonando spesso con i suoi fratelli. È stata membro fondatrice del Quartetto Perolé, nel quale ha suonato la viola dal 1925 al 1945. Ha collaborato inoltre con il Quartetto di Budapest e il Quartetto Amadeus. Ha fatto parte di diversi gruppi cameristici e si è esibita con le principali orchestre, effettuando concerti in America ed Europa.
Lillian Fuchs è stata dedicataria di numerose composizioni di grandi autori del Novecento. Nel 1947, dopo aver sentito alla Town Hall di New York una esecuzione di Lillian e Joseph Fuchs dei duetti per violino e viola di Mozart, Bohuslav Martinů ha composto e dedicato loro i suoi tre Madrigali per violino e viola. Sempre Martinů le ha dedicato la sua sonata per viola e pianoforte (1955). È dedicataria anche della sonata per viola di Jacques de Menasce (1955), del duo per viola e arpa (1957) e del duo per violino e viola (1973) di Quincy Porter, del concerto per violino, viola, pianoforte e orchestra (1973) di Vittorio Rieti.
È stata la prima persona a registrare sulla viola le suite per violoncello solo di Bach e la sua interpretazione della sesta suite ha colpito molto Pau Casals, il quale arrivò a dirle che a suo giudizio suonava meglio sulla viola che sul violoncello.
Ha composto diversi libri di studi, impiegati comunemente nella didattica: Dodici capricci per viola (1950), Quindici studi caratteristici per viola (1965), Sedici studi fantasia (1961) e la Sonata Pastorale (1956) per viola sola. Ha anche trascritto repertorio dal violino, come il concerto per violino in sol maggiore di Mozart, aggiungendo le cadenze (1947). Ha anche scritto accompagnamenti al pianoforte per musiche che suonava con il fratello violinista, come i capricci di Paganini.
Lillian Fuchs si è sposata nel 1932 con Ludwig Stein, musicista amatoriale e uomo d'affari conosciuto in occasione di uno dei suoi concerti in gioventù a New York, morto nel 1992 dopo oltre sessant'anni di matrimonio. Anche i suoi figli e i nipoti hanno intrapreso la carriera musicale: sua figlia Barbara Stein Mallow è violoncellista e il figlio Carol Stein Amado (gemello di Barbara) era violinista, la nipote Jeanne Mallow violista e il nipote David Amado direttore d'orchestra.
Lillian Fuchs è morta il 5 ottobre 1995, all'età di 93 anni, presso la Actors Fund Nursing Home, a Englewood.

## Discografia
- Johann Sebastian Bach: Suite per violoncello solo.  Lillian Fuchs, viola.  (Doremi CD DHR-7801)
- Johann Sebastian Bach: Suite n. 1 in sol maggiore, Suite n. 3 in do maggiore.  Lillian Fuchs, viola.  (Decca LP DL 9914)
- Johann Sebastian Bach: Suite n. 6 in re maggiore, Suite n. 2 in re minore.  Lillian Fuchs, viola.  (Decca LP DL 9544)
- Johann Sebastian Bach: Suite n. 4 in mi bemolle maggiore, Suite n. 5 in do minore.  Lillian Fuchs, viola.  (Decca LP DL 9660)
- Johann Sebastian Bach: Suite n. 2 in re minore. Lillian Fuchs, viola. Recital registrato dal vivo il 28 marzo 1958 presso la Harvard Musical Association (archivi della Harvard Musical Association)
- Ludwig van Beethoven: Serenata in re maggiore per flauto, violino e viola, op. 25.  Julius Baker, flauto, Joseph Fuchs, violino, Lillian Fuchs, viola.  (Decca LP DL 9574)
- Ludwig van Beethoven: Serenata in re maggiore per violino, viola e violoncello, op. 8.  Joseph Fuchs, violino, Lillian Fuchs, viola, Leonard Rose, violoncello.  (Decca LP DL 7506)
- Ludwig van Beethoven: Quintetto per archi in do maggiore, op. 29. Toshiya Eto, Lea Foli, violini; Lillian Fuchs, Rolf Persinger, viole; Leopold Teraspulsky, violoncello. Registrato il 21 luglio 1967 presso l'Aspen Amphitheater in occasione dell'Aspen Music Festival (archivio della Pitkin County Library, Aspen, Colorado)
- Ludwig van Beethoven: Trio in do minore, op. 9, n. 3.  Joseph Fuchs, violino, Lillian Fuchs, viola, Harry Fuchs, violoncello.  (Decca LP DL 9574)
- Hector Berlioz: Harold en Italie. Lillian Fuchs, viola, National Orchestral Association diretta da John Barnett. Concerto registrato dal vivo alla Carnegie Hall il 20 febbraio 1968. Collezione di registrazioni di prove e concerti della National Orchestral Association (1938–1968) presso il Rodgers and Hammerstein Archives of Recorded Sound (New York Public Library for the Performing Arts)
- Johannes Brahms: quartetto con pianoforte n. 1 in sol minore, op. 25. Joseph Fuchs, violino, Lillian Fuchs, viola, Harry Fuchs, violoncello, Artur Balsam, pianoforte. (registrato il 28–30 settembre 1953 - Registrazione non commercializzata, sono state fatte poche copie ad uso privato)
- Johannes Brahms: quartetto con pianoforte n. 1 in sol minore, op. 25. Jeaneane Dowis, pianoforte, Sidney Harth, violino, Lillian Fuchs, viola, Leopold Teraspulsky, violoncello. Registrato il 14 agosto 1972 presso l'Aspen Amphitheater, Aspen Music Festival, Aspen, Colorado (Archive of the Pitkin County Library, Aspen, Colorado)
- Johannes Brahms: quartetto con pianoforte n. 2 in la maggiore, op. 26. Joseph Fuchs, violino, Lillian Fuchs, viola, Harry Fuchs, violoncello, Artur Balsam, pianoforte. (registrato il 1 e 2 ottobre 1953 - Registrazione non commercializzata, sono state fatte poche copie ad uso privato)
- Johannes Brahms: quartetto con pianoforte n. 3 in do minore, op. 60. Joseph Fuchs, violino, Lillian Fuchs, viola, Harry Fuchs, violoncello, Artur Balsam, pianoforte. (registrato il 4 ottobre 1955 - Registrazione non commercializzata, sono state fatte poche copie ad uso privato)
- Johannes Brahms: Quintetto per archi in sol maggiore, op. 111. Netherlands String Quartet (Nap De Klijn, Jaap Schröder violini; Paul Godwin viola, Carel Van Leeuwen, violoncello) e Lillian Fuchs, viola. Registrato il 13 luglio 1966 presso l'Aspen Amphitheater in occasione dell'Aspen Music Festival (archivio della Pitkin County Library, Aspen, Colorado)
- Johannes Brahms: sestetto per archi in sol maggiore, op. 36. Sidney Harth, Teresa Harth, violini; Lillian Fuchs, Abraham Skernick, viole ; Zara Nelsova, Leopold Teraspulsky, violoncello. Registrato il 24 luglio 1965 presso l'Aspen Amphitheater in occasione dell'Aspen Music Festival (archivio della Pitkin County Library, Aspen, Colorado)
- Johannes Brahms: Sonata in fa minore per viola e pianoforte op. 120 n. 1. Lillian Fuchs, viola, Edward Mobbs, pianoforte. Recital registrato dal vivo il 28 marzo 1958 presso la Harvard Musical Association (archivi della Harvard Musical Association)
- Claude Debussy: Sonata per flauto, Violae arpa.  Julius Baker, flauto, Lillian Fuchs, viola, Laura Newell, arpa.  (Decca LP DL 9777)
- Antonín Dvořák: quartetto con pianoforte in mi bemolle maggiore, op. 87. Donald Weilerstein, violino, Lillian Fuchs, viola, Laszlo Varga, violoncello, Rudolf Firkušný, pianoforte. Registrato il June 28, 1976 presso l'Aspen Amphitheater in occasione dell'Aspen Music Festival (archivio della Pitkin County Library, Aspen, Colorado)
- William Flackton: Sonata in sol maggiore per viola. Lillian Fuchs, viola. Recital registrato dal vivo il 28 marzo 1958 presso la Harvard Musical Association (archivi della Harvard Musical Association)
- Lillian Fuchs  Sonata Pastorale.  Lillian Fuchs, viola.  Registrato il January 2, 4 e 17 1957.  (Decca LP MG5414/5)
- Bohuslav Martinů: Tre madrigali per violino e viola.  Joseph Fuchs, violino, Lillian Fuchs, viola.  (Decca LP DL 8510)
- Bohuslav Martinů: Rhapsodie-Concerto. Lillian Fuchs, viola. Concerto registrato dal vivo alla Carnegie Hall il 6 marzo 1962. Collezione di registrazioni di prove e concerti della National Orchestral Association (1938–1968) presso il Rodgers and Hammerstein Archives of Recorded Sound (New York Public Library for the Performing Arts)
- Bohuslav Martinů: Sonata per viola.  Lillian Fuchs, viola.  Registrato il 4 febbraio 1957.  	 	  (Decca LP MG5414/5)
- Jacques de Menasce: Sonata per viola e pianoforte (1955). Lillian Fuchs, viola, Artur Balsam, pianoforte. (Decca LP MG5414/5 and CRI LP CRI 154)
- Jacques de Menasce: Sonata per viola e pianoforte (1955). Lillian Fuchs, viola, Edward Mobbs, pianoforte. Recital registrato dal vivo il 28 marzo 1958 presso la Harvard Musical Association (archivi della Harvard Musical Association)
- Darius Milhaud: Sonata n. 1 per viola e pianoforte (1944). Lillian Fuchs, viola, Edward Mobbs, pianoforte. Recital registrato dal vivo il 28 marzo 1958 presso la Harvard Musical Association (archivi della Harvard Musical Association)
- Wolfgang Amadeus Mozart: Divertimento per trio d'archi in mi bemolle maggiore, K.563.  Joseph Fuchs, violino, Lillian Fuchs, viola, Paul Tortelier, violoncello.  (Koch CD 3-7004-2)
- Wolfgang Amadeus Mozart: Duetti per violino e viola, K423, K.424. Joseph Fuchs, violino, Lillian Fuchs, viola. (Columbia LP MS 6292/ML 5692)
- Wolfgang Amadeus Mozart: Duo n. 2 in Bb, K.424.  Joseph Fuchs, violino, Lillian Fuchs, viola.  (Decca LP DL 8510)
- Wolfgang Amadeus Mozart: quartetto con pianoforte in mi bemolle maggiore, K. 493. Robert Mann, violino, Lillian Fuchs, viola, Leopold Teraspulsky, violoncello, Claude Frank, pianoforte. Registrato il 28 luglio 1973 presso l'Aspen Amphitheater in occasione dell'Aspen Music Festival (archivio della Pitkin County Library, Aspen, Colorado)
- Wolfgang Amadeus Mozart: Quintetto per archi in do maggiore, K.515 Quartetto Amadeus e Lillian Fuchs, viola. Registrato il 14 luglio 1965 presso l'Aspen Amphitheater in occasione dell'Aspen Music Festival (archivio della Pitkin County Library, Aspen, Colorado)
- Wolfgang Amadeus Mozart: Trio in mi bemolle maggiore per clarinetto, viola e pianoforte K498 "Kegelstatt".  Reginald Kell, clarinetto, Lillian Fuchs, viola, Mieczysław Horszowski, pianoforte. (Decca LP 9543, Deutsche Grammophon CD 000480602)
- Wolfgang Amadeus Mozart: Sinfonia concertante in mi bemolle maggiore K364.  Joseph Fuchs, violino, Lillian Fuchs, viola, Aeterna Chamber Orchestra, Frederic Waldman, direttore.  (Decca LP DL 710037)
- Wolfgang Amadeus Mozart: Sinfonia concertante in mi bemolle maggiore K364.  Joseph Fuchs, violino, Lillian Fuchs, viola, Zimbler Sinfonietta.  (Deutsche Grammophon LP LPE 17 124)
- Wolfgang Amadeus Mozart: Sinfonia concertante in mi bemolle maggiore K365.  Joseph Fuchs, violino, Lillian Fuchs, viola, Prades Festival Orchestra, Pablo Casals, direttore.  (Koch CD 3-7004-2)
- Wolfgang Amadeus Mozart: Sinfonia concertante in mi bemolle maggiore K364.  Joseph Fuchs, violino, Lillian Fuchs, viola, New York Philharmonic Orchestra, Rafael Kubelík, direttore. Concerto registrato dal vivo il February 23, 1958 in Carnegie Hall.
- Albert Roussel: Trio per flauto, viola e violoncello, op. 40.  Julius Baker, flauto, Lillian Fuchs, viola, Harry Fuchs, violoncello.  (Decca LP DL 9777)
- Franz Schubert: Quintetto con pianoforte in la maggiore, op. posth. 114, D. 667, "La trota". Lea Foli, violino, Lillian Fuchs, viola, Claus Adam, violoncello, David Walter, contrabbasso, Brooks Smith, pianoforte. Registrato il 21 agosto 1976 presso l'Aspen Amphitheater in occasione dell'Aspen Music Festival (archivio della Pitkin County Library, Aspen, Colorado).
- Virgil Thomson: Sonata da Chiesa (1926).  Lillian Fuchs, viola, Peter Simenauer, clarinetto, Fred Mills, tromba, Paul Ingraham, corno, Edward Erwin, trombone, Virgil Thomson, direttore.  (CRI LP 207, Hi-Fi/Stereo Review LP)
- Ralph Vaughan Williams: Flos Campi. Lillian Fuchs, viola. Concerto registrato dal vivo presso la Carnegie Hall il 20 febbraio 1968 con la National Orchestral Association, diretta da John Barnett, e il Mannes School of Music Chorus diretto da Harold Aks. Collezione di registrazioni di prove e concerti della National Orchestral Association (1938–1968) presso il Rodgers and Hammerstein Archives of Recorded Sound (New York Public Library for the Performing Arts)